# Erik V van Saksen-Lauenburg
Erik V van Saksen-Lauenburg (overleden in 1436) was van 1401 tot aan zijn dood hertog van Saksen-Lauenburg. Hij behoorde tot het huis Ascaniërs.

## Levensloop
Erik V was een zoon van hertog Erik IV van Saksen-Lauenburg en diens echtgenote Sophia van Brunswijk-Lüneburg, dochter van hertog Magnus II.
In 1401 erfde zijn vader Erik IV het hertogdom Saksen-Bergedorf-Mölln na de dood van diens neef in de tweede graad Erik III. Erik IV kon hierdoor de twee zijhertogdommen van Saksen-Lauenburg herenigen, maar hij besloot de regering van het herenigde Saksen-Lauenburg te delen met Erik V en zijn jongere broer Johan IV. Het grootste deel van Saksen-Bergedorf-Mölln was echter niet meer in handen van de Ascaniërs, zoals de heerlijkheid Mölln, de heerlijkheid Bergedorf, de Vierlande, de helft van het Saksische Woud en de stad Geesthacht, die tijdens het bewind van Erik III allemaal waren verpand aan de stad Lübeck.
Erik III had de stad Lübeck de toestemming gegeven om na zijn dood bezit te nemen over deze gebieden totdat zijn erfopvolgers het krediet van 26.000 Lübeckse marken konden terugbetalen, waarna deze gebieden terug naar Saksen-Lauenburg zouden gaan. Erik IV wilde daar echter niets van weten en veroverde samen met Johan IV en Erik V de verpande gebieden nog voor Lübeck ze in bezit had kunnen nemen en zonder het krediet terug te betalen. Dit leidde tot geen enkele tegenstand van Lübeck. 
In 1411 verpandden Erik V, zijn broer Johan IV en zijn vader Erik IV hun deel in de landvoogdij over de meierij Bederkesa en het kasteel van Bederkesa aan de Senaat van Bremen, inclusief alle jurisdicties in het Friese Land Wursten en in Lehe, die behoorden het eerder genoemde kasteel en de eerder genoemde landvoogdij. Het hertogdom Saksen-Lauenburg had hun deel in jurisdictie, landvoogdij en kasteel verworven via de Ridders van Bederkesa, die in de periode 1349-1350 grotendeels gestorven waren aan de pest. Later in 1411 stierf zijn vader Erik IV, waarna Erik V Saksen-Lauenburg verder bestuurde met zijn broer Johan IV. In 1412 beëindigde hij de gezamenlijke regering over Saksen-Lauenburg en werd Johan IV afgezet als hertog.
In 1420 kwam het tot een oorlog tussen Erik V en keurvorst Frederik I van Brandenburg, waarna de steden Lübeck en Hamburg een alliantie sloten met Brandenburg. Legers van beide steden openden een tweede front en veroverden in enkele weken de stad Bergedorf, het kasteel van Riepenburg en het tolstation van de rivier Esslingen. Dit dwong Erik V om de Vrede van Perleberg te ondertekenen, waarbij hij alle verpande gebieden die hij in 1401 samen met zijn vader Erik IV en zijn broer Johan IV gewelddadig had veroverd moest teruggeven aan de steden Hamburg en Lübeck. 
In 1422 stierf de tak van het huis Ascaniërs uit die het hertogdom Saksen-Wittenberg bestuurden, samen met het hertogdom Saksen-Lauenburg een van de twee hertogdommen die in 1296 ontstonden uit het hertogdom Saksen. Erik V wilde graag beide hertogdommen herenigen, om zo de rang van keurvorst te kunnen krijgen, waar de hertogdommen Saksen-Wittenberg en Saksen-Lauenburg lang om hadden gestreden na de verdeling van het hertogdom Saksen. Keizer Sigismund van het Heilige Roomse Rijk besloot echter om het hertogdom Saksen-Wittenberg aan markgraaf Frederik IV van Meißen te geven om op die manier de militaire steun van Frederik IV niet te verliezen. Op 1 augustus 1425 werd Frederik IV onder de naam Frederik I ingehuldigd als keurvorst van Saksen, ondanks het hevige protest van Erik V.
Omdat Erik V nu verzwakt was in zijn positie, bood zijn broer Bernhard II aan om de regering in Saksen-Lauenburg te delen. In 1426 ging Erik V uiteindelijk akkoord en werd Bernhard II geïnstalleerd als medehertog. Na de dood van Erik V in 1436 werd hij dan ook opgevolgd door Bernhard II.

## Huwelijken en nakomelingen
In 1404 huwde Erik V met Elisabeth (1384-1416), dochter van graaf Nicolaas van Holstein-Rendsburg en weduwe van hertog Albrecht IV van Mecklenburg. Uit dit huwelijk zijn geen nakomelingen bekend.
Na de dood van Elisabeth hertrouwde Erik V rond 1422 met Elisabeth (1397-1498), dochter van heer Koenraad IX van Weinsberg. Ze kregen een zoon:
- Hendrik (overleden in 1437), jong gestorven